# Рок-Ателье
Рок-Ателье — советская и российская рок-группа, основанная в 1980 году Крисом Кельми.

## История
В 1980 году по инициативе главного режиссёра Театра Ленинского комсомола Марка Захарова Крис Кельми набирает музыкантов и создаёт группу «Рок-Ателье».
В состав группы, помимо Криса Кельми (клавишные), вошли Павел Смеян (вокал, флейта, фортепиано), Александр Смеян (вокал, бас-гитара), Сергей Берёзкин (гитара), Борис Оппенгейм (клавишные), Юрий Титов (ударные). Братья Смеяны, Берёзкин и Титов до этого играли в группе «Виктория» (Титов — ранее вместе с Кельми в «Високосном лете»), а Оппенгейм — в авангардном ансамбле «Диссонанс». В сентябре группа впервые выступила на сцене театра, был записан магнитофонный альбом «Распахни окно». В декабре трагически погибает Александр Смеян, и «Рок-Ателье» лишается своего главного автора. Новым бас-гитаристом стал Камиль Чалаев из «Диссонанса»; к группе также присоединился бывший солист «Аракса» Александр Садо.
В 1981 году фирма «Мелодия» выпустила на основе прошлогодних записей гибкий миньон «Рок-Ателье» с песней Криса Кельми на слова Александра Смеяна «Распахни окно» и с песней А. Смеяна «Я пел, когда летал». Группа участвует в постановке рок-оперы «Юнона и Авось»; для спектакля «Люди и птицы» Крис Кельми написал песни на стихи Маргариты Пушкиной и Юрия Энтина. «Рок-Ателье» участвовало и в прежних музыкальных спектаклях театра («Автоград XXI», «Тиль», «Звезда и смерть Хоакина Мурьеты»). Музыканты группы написали песни и музыку к мультфильму «Пёс в сапогах» (на следующий год сотрудничество с режиссёром Ефимом Гамбургом продолжилось сочинением музыки к мультфильму «Парадоксы в стиле рок»). Шла запись маленькой пластинки «Свежий ветер».
Эта пластинка вышла в 1982 году. С вошедшей в неё песней Криса Кельми на слова Маргариты Пушкиной «Если метель» «Рок-Ателье» дебютировало на телевидении.
В 1987 году участвует в первой телепередаче «Рождественские встречи». «Рок-Ателье» выступает на крупных рок-фестивалях в Испании и Швейцарии («Lesien Rock Festival»).
С этого времени и до самого конца 1980-х годов состав инструменталистов группы полностью состоял из уроженцев города Павлодара (Казахская ССР): Александр Багнов — бас-гитара, Руслан Давыдов — гитара (ныне владелец компании ERG Custom Guitars), Илларион (Ларсен) Давыдов — Саксофон, Эдуард Супрунов — клавишные, Вячеслав Захаров — ударные.
В 1989 году песня «Ночное рандеву» (музыка — Крис Кельми, слова — Карен Кавалерян, исполнитель — Вадим Усланов) победила во всесоюзном конкурсе «Песня года».
В 1989 году состоялось зарубежное турне группы «Рок-Ателье». 
Группа распалась в 1990 году, но возобновила свою деятельность в 2003 году в составе Валерий Батов - вокал, бас, Владимир Кущев вокал, гитара, Бунякин Арсений - вокал, клавишные, Ермола Андрей - ударные. Участие в фестивалях "Золотой Шлягер", "Дискотека 80-х" и др.

## Состав
- Евгений Прохоров — вокал, гитара
- Андрей Астафьев — вокал, клавишные
- Олег Пронишев — вокал, бас-гитара
- Алексей Белин — вокал, барабаны
- Крис Кельми — художественный руководитель, вокал, гитара[6]
- Олег Пронишев — директор (с 2003 по настоящее время)

## Бывшие участники
1. Крис Кельми † (1955—2019) — вокал, клавишные (1980—2019)
2. Павел Смеян † (1957—2009) — вокал (1980—1984)
3. Александр Смеян † (1957—1980) — вокал, бас-гитара (1980)
4. Андрей Давидян † (1956—2016) — вокал
5. Александр Барыкин † (1952—2011)— вокал (1985)
6. Ольга Кормухина — вокал (1987—1988)
7. Вадим Усланов — вокал (1988—1989)
8. Александр Садо — вокал
9. Валерий Каримов — вокал (1990)
10. Валентин Лезов — бас-гитара
11. Александр Ярош — гитара
12. Валерий Липец — бас, гитара
13. Сергей Кокорин — клавишные
14. Руслан Давыдов — гитара
15. Илларион Давыдов — саксофон
16. Александр Багнов — бас-гитара
17. Вячеслав Захаров — ударные
18. Эдуард Супрунов † (1960—2023) — клавишные
19. Борис Оппенгейм — клавишные (1980—1984)
20. Камиль Чалаев — вокал, бас-гитара, скрипка, виолончель (1981—1984)
21. Сергей Берёзкин — гитара
22. Юрий Титов — ударные
23. Константин Веретенников — гитара
24. Анатолий Абрамов — ударные
25. Николай Парфенюк — гитара
26. Валерий Батов - бас, гитара, вокал
27. Владимир Кущев - гитара, вокал
28. Андрей Ермола - ударные
29. Бунякин Арсений - вокал, клавишные
30. Шнайдер Пётр - гитара, вокал
31. Василий Курсаков - бас, вокал
32. Василий Акимов - вокал

## Дискография
- 1980 — «Распахни окно» (магнитофонный альбом)
- 1981 — «Рок-Ателье» (гибкий миньон)
- 1982 — «Свежий ветер» (миньон)
- 1985 — Концерт посвящённый Всемирному фестивалю молодёжи и студентов в Москве (официально не издавался, распространялся энтузиастами и меломанами на магнитных носителях)
- 1987 — Мираж
- 1987 — Взлёт
- 1987 — Замыкая круг
- 1988 — Мы знаем
- 1990 — Открой свой Сезам
- 2001 — Я пел, когда летал[7]

## Фильмография
Музыка
- 1981 — Пёс в сапогах
- 1982 — Парадоксы в стиле рок
- 1986 — Они и мы
- 2001 — Я — кукла